# Flughafen Ordu-Giresun

i7
i11
i13
Der Flughafen Ordu-Giresun, Markenname Ordu-Giresun Airport (türkisch Ordu-Giresun Havalimanı, IATA-Code: OGU, ICAO-Code: LTCB), ist ein internationaler Verkehrsflughafen im Landkreis Gülyalı in der Provinz Ordu (Türkei).

## Daten
Der am 22. Mai 2015 eröffnete Flughafen befindet sich auf einer künstlichen Insel im Schwarzen Meer vor Gülyalı, rund 16 Kilometer östlich von Ordu und etwa 29 km westlich von Giresun. Der Flughafen ist der erste auf dem Wasser gebaute Flughafen der Türkei. Die Landebahn ist 3000 Meter lang und 45 Meter breit. Das Flughafengebiet ist über sieben Kilometer lang und fast einen Kilometer breit.

## Zwischenfälle
- Am 18. September 1958 wurde eine Douglas DC-3/C-47B-15-DK der türkischen Luftstreitkräfte (Luftfahrzeugkennzeichen CBK-081) bei nebligem Wetter nahe dem Flughafen Ordu-Giresun in Bäume geflogen, stürzte ab und geriet in Brand. Durch diesen CFIT (Controlled flight into terrain) wurden alle 9 Insassen getötet, Besatzungsmitglieder und Passagiere.[6]